# Gevangenis van Glodok
De grote gevangenis in Glodok, was tijdens de Japanse bezetting van Nederlands-Indië onder meer een interneringskamp voor krijgsgevangenen. De Glodok-Gevangenis lag in het noorden van de huidige stad Jakarta aan de Molenvliet-Oost/Gang Lindeteves in de gelijknamige Chinese wijk. 
In de periode van 6 maart 1942 tot en met 30 november 1943 was dit een krijgsgevangenen werkkamp en zaten hier onder andere de overlevenden van de hulpmijnenveger Hr.Ms. Endeh. Het merendeel van de krijgsgevangenen waren Britten en Australiërs. Zij werden tewerkgesteld bij werkzaamheden aan het net geopende vliegveld Kemajoran.
Op 30 november 1942 werd de gevangenis ontruimd en werden de krijgsgevangenen op transport gezet naar het 10e Bataljon.